# 매캘리스터 칼리지
매캘리스터 칼리지(Macalester College)는 미국 미네소타주 램지군 세인트폴에 있는 4년제 사립 리버럴 아츠 칼리지이다. 1874년에 장로교와 관계를 맺긴 했으나, 종교는 없는 대학으로서 설립되었으며 2017년 가을을 기준으로 2,136명의 학생들이 있다. 캠퍼스는 주거 지역에 있으며 214,000m2(53에이커)를 차지하며 도서관, 기술 센터, 7개의 학부 건물, 10개의 기숙사 건물을 포함한다. 미네소타주 트윈 시티 사립 리버럴 아츠 칼리지의 연합체인 쌍둥이 도시 대학 연합(Associated Colleges of the Twin Cities, ACTC)과 미국 중서부 사립 리버럴 아츠 칼리지의 연합체인 중서부 대학 연합(Associated Colleges of the Midwest, ACM)의 가맹 대학이다.

## 역사

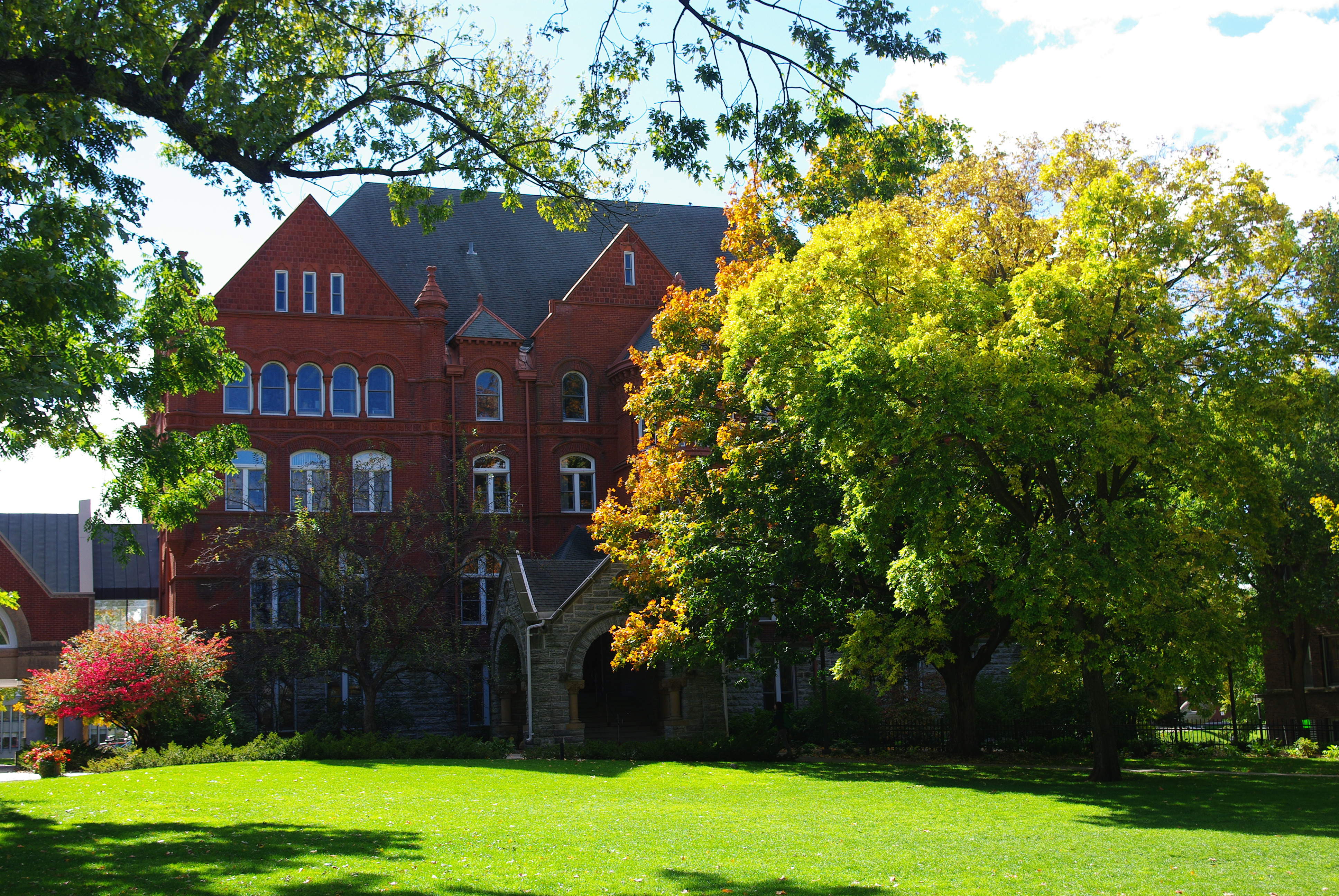
미국 국립사적지인 매캘리스터 칼리지의 옛 본관

매캘리스터 칼리지는 미국 남북 전쟁에서 군종목사로 종군한 목사 에드워드 더필드 닐이 1874년에 세웠다. 그는 1849년 복음 전도를 위해 미네소타 준주를 여행한 뒤 교회 두 곳을 세우고 미네소타 준주의 첫 공교육 관리자와 미네소타 대학교의 첫 총장을 지냈다. 그는 장로교와 관계를 맺되 어느 종파에도 속하지 않는 대학을 구상했다. 필라델피아 출신의 사업가이자 독지가 찰스 매캘리스터는 건물을 기부했고, 장로교 교회와 새 대학의 이사회로부터 받은 추가 기부금을 바탕으로 1885년 다섯 명의 교수와 여섯 명의 신입생, 52명의 예비 학생들과 함께 매캘리스터 칼리지의 문을 열었다.
1960년대에 매캘리스터 칼리지는 《리더스 다이제스트》의 공동 창간인이자 매캘리스터 칼리지의 후원자였던 드윗 월러스와 라일라 월러스의 후원 아래에 성장했다. 하비 M. 라이스 총장 시기에 매캘리스터 칼리지는 교원 자격을 강화하고, 교육 과정을 향상시키고 많은 학생들을 끌어모았으며 예술관과 새 과학관을 세웠다. 이 시기에 매캘리스터 칼리지는 리버럴 아츠 칼리지를 표방했다.

## 재정
2016년 기준으로 7억 달러의 기금을 보유했으며 한 해 예산으로 1억 6천만 달러를 썼다.
매캘리스터 칼리지는 미국에서 재정 지원이 필요한 학생들을 대상으로 전액 재정 지원을 하는 70곳의 대학 가운데 한 곳이다.

## 시설

### 기숙사

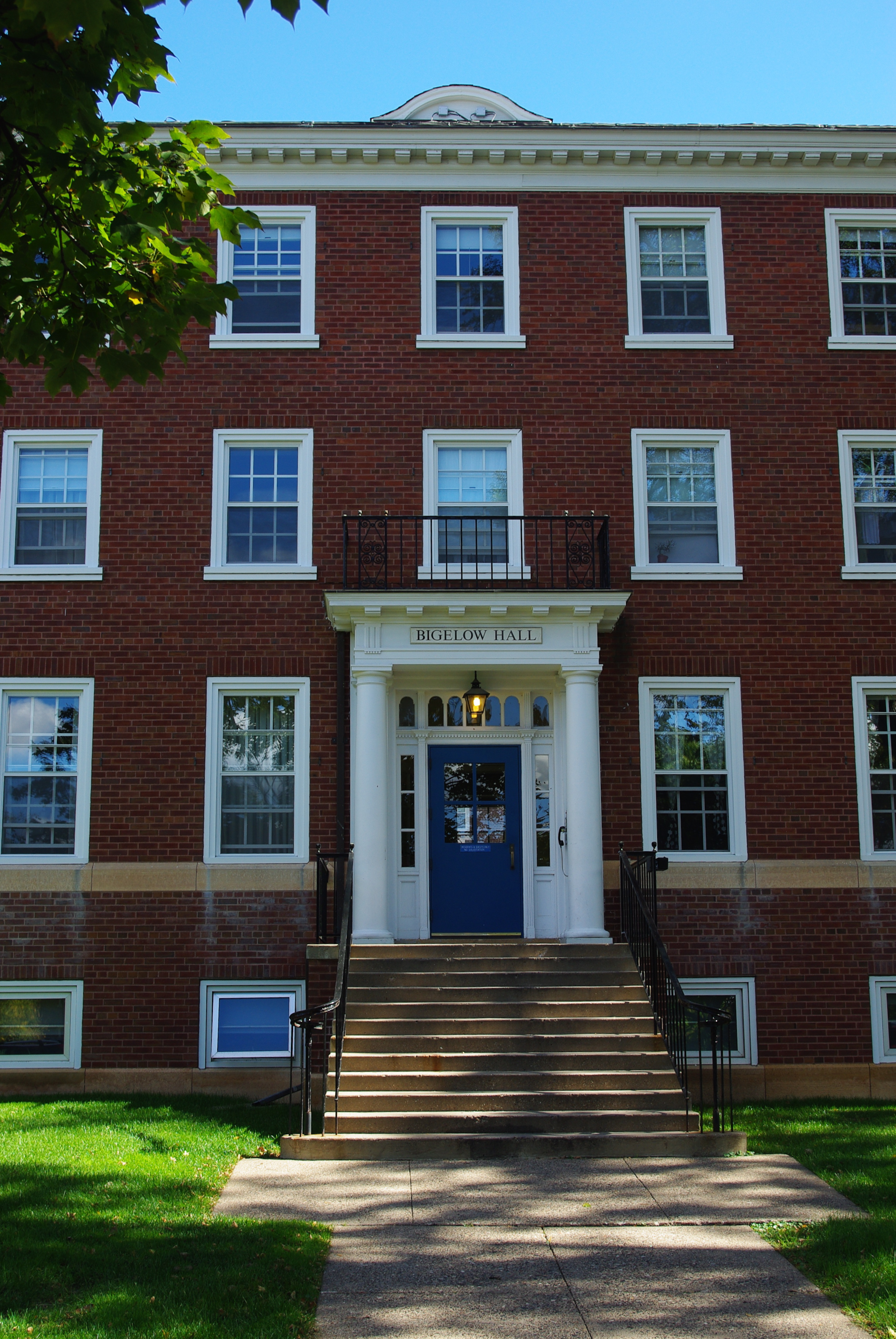
매캘리스터 칼리지 비걸로 관

매캘리스터 학생들은 2년 동안 캠퍼스에 거주해야 한다. 2012년부터 성별과 상관없이 입주하는 제도를 제한적으로 도입하고 있다.
- 두프레이 관(Dupre Hall)은 1학년과 2학년을 위한 기숙사로 1962년에 지어졌고 1994년에 개축했다. 매캘리스터 칼리지에서 가장 큰 기숙사이며 260여 명의 학생들이 살고 있다.
- 터크 관(Turck Hall)은 1957년에 지어졌고 2004년에 개축했다. 약 180여 명의 학생들이 살고 있다.
- 도티 관(Doty Hall)은 1964년에 지어졌고 캠퍼스 안에 있는 단성 기숙사 두 곳 가운데 한 곳이다. 2012년에 도티 1관이 성별과 관계 없는 기숙사가 됐다.
- 비걸로 관(Bigelow Hall)은 1947년에 지어졌고 1992년에 개축했으며 터크 관 및 월러스 관과 터널로 이어져 있다. 2학년을 위한 기숙사로 단성 기숙사이다.
- 조지 드레이퍼 데이턴 관(George Drayper Dayton Hall, GDD)는 2학년과 3학년, 4학년을 위한 기숙사다.
- 월러스 관(Wallace Hall)은 1907년에 지어진 가장 오래된 기숙사로 2002년에 개축했다. 2학년을 위한 기숙사다.
- 커크 관(Kirk Hall)은 고학년들을 위한 기숙사다.

## 교육

### 순위
2016년 《U.S. 뉴스 & 월드 리포트》는 매캘리스터 칼리지를 미국의 리버럴 아츠 칼리지 가운데 23위로 뽑았고, 학부 교육 가운데에서는 6위, 리버럴 아츠 칼리지에서의 가치 가운데에는 19위로 뽑았다. 《포브스》의 미국 대학 순위에서는 68위를 기록했다.

### 저명한 동문
정치계에는 제7대 유엔 사무총장 코피 아난, 미국의 제42대 부통령 월터 먼데일 등이 있으며, 문화 및 예술계에는 영화 감독 피터 버그, 배우 다나이 구리라, 칼 럼블리, 《리더스 다이제스트》의 창간인 드윗 월러스 등이 있다.

## 같이 보기
- 미네소타주의 대학 목록